# ニャチャン

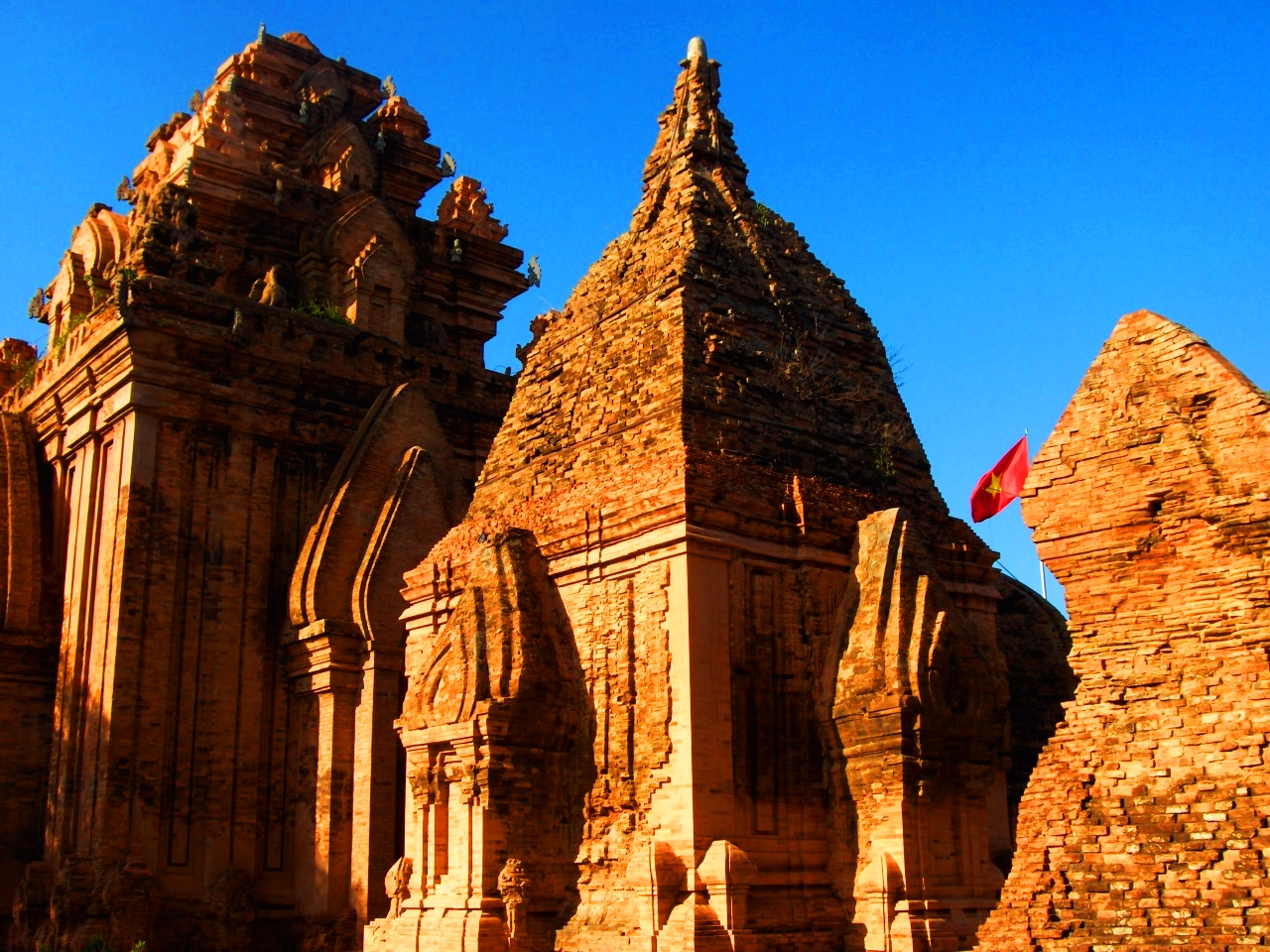
ポー・ナガール

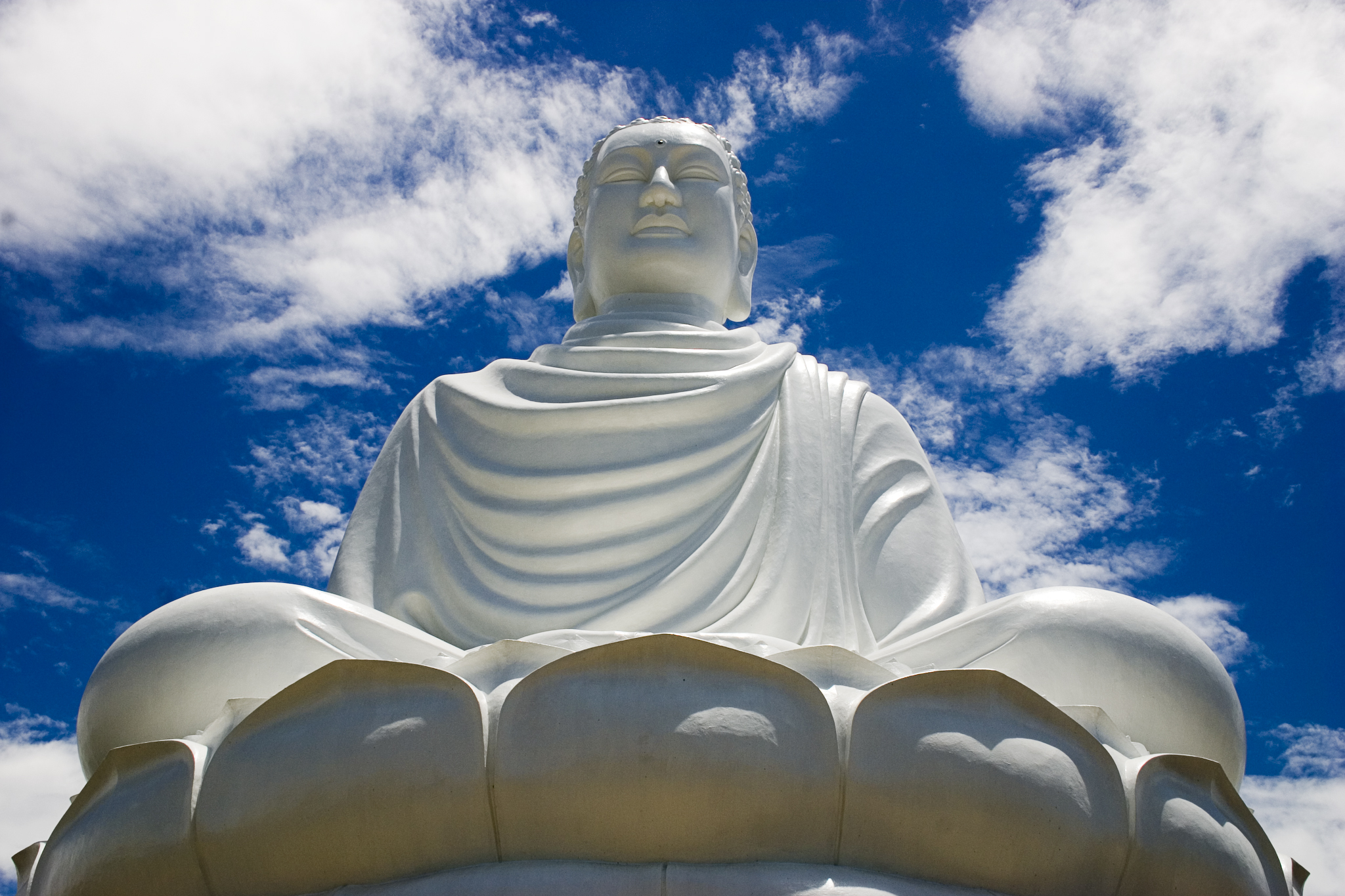
ロンソン寺の大仏

ニャチャン（ベトナム語：Nha Trang / 芽莊?  発音)）はベトナム南部、カインホア省（ベトナム語：Tỉnh Khánh Hoà / 省慶和?）の省都。面積251km2、人口は535,000人（2019年）。

## 地理
風光明媚なビーチや島々があり、リゾート地としても有名である。ホーチミン市から北東へ約450km。

### 気候
雨季は東南アジアの中では短いほうで、9月から12月までとなっていて、非常に雨が多くなる。海に面している町のため乾季でも猛暑にはなりにくい。
| ニャチャン(1937-1994)の気候                         | ニャチャン(1937-1994)の気候 | ニャチャン(1937-1994)の気候 | ニャチャン(1937-1994)の気候 | ニャチャン(1937-1994)の気候 | ニャチャン(1937-1994)の気候 | ニャチャン(1937-1994)の気候 | ニャチャン(1937-1994)の気候 | ニャチャン(1937-1994)の気候 | ニャチャン(1937-1994)の気候 | ニャチャン(1937-1994)の気候 | ニャチャン(1937-1994)の気候 | ニャチャン(1937-1994)の気候 | ニャチャン(1937-1994)の気候 |
| 月                                                  | 1月                         | 2月                         | 3月                         | 4月                         | 5月                         | 6月                         | 7月                         | 8月                         | 9月                         | 10月                        | 11月                        | 12月                        | 年                          |
| --------------------------------------------------- | --------------------------- | --------------------------- | --------------------------- | --------------------------- | --------------------------- | --------------------------- | --------------------------- | --------------------------- | --------------------------- | --------------------------- | --------------------------- | --------------------------- | --------------------------- |
| 平均最高気温 °C （°F）                              | 27.8 (82)                   | 28.9 (84)                   | 30.0 (86)                   | 31.7 (89.1)                 | 32.8 (91)                   | 33.3 (91.9)                 | 32.8 (91)                   | 32.8 (91)                   | 31.7 (89.1)                 | 30.0 (86)                   | 28.9 (84)                   | 27.8 (82)                   | 30.71 (87.26)               |
| 平均最低気温 °C （°F）                              | 20.6 (69.1)                 | 20.6 (69.1)                 | 21.7 (71.1)                 | 23.3 (73.9)                 | 24.4 (75.9)                 | 24.4 (75.9)                 | 24.4 (75.9)                 | 24.4 (75.9)                 | 23.9 (75)                   | 23.3 (73.9)                 | 22.2 (72)                   | 21.7 (71.1)                 | 22.91 (73.23)               |
| 雨量 mm （inch）                                    | 45.7 (1.799)                | 17.8 (0.701)                | 30.5 (1.201)                | 38.1 (1.5)                  | 61.0 (2.402)                | 45.7 (1.799)                | 40.6 (1.598)                | 53.3 (2.098)                | 165.1 (6.5)                 | 322.6 (12.701)              | 363.2 (14.299)              | 177.8 (7)                   | 1,361.4 (53.598)            |
| 出典：Sistema de Clasificación Bioclimática Mundial |                             |                             |                             |                             |                             |                             |                             |                             |                             |                             |                             |                             |                             |

## 歴史と発音

### 発音
チャンパ王国時代には良質の漁港としてにぎわっていた。地名Nha Trangはチャム語で「葦川」を意味するEatrangあるいはYatrangに由来する。フランス領インドシナ時代には、フランス系の政府の要人用のリゾートとして開発された。現代のベトナム語での正しい発音は、ベトナム語発音: [ɲaː˧ ʈʂaːŋ˧]（ニャチャン）だが、1940年代日本軍が進駐していた時代にはナトランと呼ばれていた。
ベトナム戦争時代にはアメリカ軍の軍港があり、激戦地となった。当時の英語発音の影響から、アメリカ人にはナトラングとも呼ばれた。

### 主な出来事
- 1969年12月22日、サイゴン発ニャチャン空港行きのベトナム航空機が上空で爆発。機体は炎上しながらニャチャン空港の滑走路上空を低空で飛行した後、住宅密集地へ墜落した。乗員乗客70人のうち10人程度は生還したが、住宅地にあった小学校の学童など約30人が巻き込まれ、計90人前後が犠牲となった[1]。

- ベトナム戦争終結後は、社会主義政府の高級官僚用のリゾートとなった。ドイモイ経済改革により、外資企業による観光開発が盛んになり観光地として、海沿いのリゾートとしてさらなる開発がすすんでいる。

## 行政区画
以下の19坊8社から構成される。
- ロックトー坊（Lộc Thọ / 祿壽）
- ゴクヒエップ坊（Ngọc Hiệp / 玉協）
- フオックハイ坊（Phước Hải / 福海）
- フオックホア坊（Phước Hòa / 福和）
- フオックロン坊（Phước Long / 福隆）
- フオックタン坊（Phước Tân / 福新）
- フオックティエン坊（Phước Tiến / 福進）
- フオンサイ坊（Phương Sài / 芳柴）
- フオンソン坊（Phương Sơn / 芳山）
- タンラップ坊（Tân Lập / 新立）
- ヴァンタン坊（Vạn Thắng / 萬勝）
- ヴァンタイン坊（Vạn Thạnh / 萬盛）
- ヴィンハイ坊（Vĩnh Hải / 永海）
- ヴィンホア坊（Vĩnh Hòa / 永和）
- ヴィンフオック坊（Vĩnh Phước / 永福）
- ヴィンチュオン坊（Vĩnh Trường / 永長）
- ヴィングエン坊（Vĩnh Nguyên / 永元）
- ヴィントー坊（Vĩnh Thọ / 永壽）
- スオンフアン坊（Xương Huân / 昌春）
- フオックドン社（Phước Đồng / 福同）
- ヴィンフオン社（Vĩnh Phương / 永芳）
- ヴィンタイン社（Vĩnh Thạnh / 永盛）
- ヴィンチュン社（Vĩnh Trung / 永中）
- ヴィンタイ社（Vĩnh Thái / 永泰）
- ヴィンヒエップ社（Vĩnh Hiệp / 永協）
- ヴィンゴク社（Vĩnh Ngọc / 永玉）
- ヴィンルオン社（Vĩnh Lương / 永良）

## 観光
- ニャチャン・ビーチ：7km にわたる美しい砂浜はベトナムでも有数。年間を通じ好天が多いため、著名なビーチリゾートとなっている。
- ニャチャン大聖堂：高台にあるカトリック教会。ステンドグラスが美しい。
- ポー・ナガール（英語版）：チャンパ王国時代の遺跡。寺院であり、現在でも参拝に来る人が絶えない。ベトナム風のシヴァ神のレリーフがある。現在の建物は、10世紀頃のものである。
- アイランド・ホッピング・ツアーのある島々が沖合に広がり、ダイビング・スポットとしても有名である。
- ニャチャン海洋生物博物館：1923年カウダ区にフランス風コロニアル様式で建造された。水槽や標本室、文献室がある。水槽には地元海洋の様々な生物が飼育されている。さらに、本館の大展示室には海鳥や魚、珊瑚など、ホルマリンで保存された海洋生物の剥製を含む6万点もの標本が展示されている。また、ジュゴンのホルマリン漬けの標本も見る事ができる。
- ユネスコが支援するフランスのNGO世界で最も美しい湾クラブに加盟している。

## 交通
- カムラン国際空港：従来はニャチャン空港（英語版）を利用していたが、2004年より民間航空はカムラン国際空港を使用することになった。ニャチャン市街地より45km南のカムランに位置する。
- ベトナム鉄道南北線（統一鉄道） - ニャチャン駅
- バスを利用するとホーチミンから約10時間、ダラットから約5時間。